# ماتوی ایگونن
ماتوی ایگونن (استونیایی: Matvei Igonen؛ زادهٔ ۲ اکتبر ۱۹۹۶) بازیکن فوتبال اهل استونی است.
از باشگاه‌هایی که در آن بازی کرده‌است می‌توان به باشگاه فوتبال لیلستروم اشاره کرد.
وی همچنین در تیم‌های ملی فوتبال زیر ۱۶ سال استونی, زیر ۱۷ سال استونی, زیر ۱۹ سال استونی، زیر ۲۱ سال استونی، زیر ۲۳ سال استونی و استونی بازی کرده‌است.